# داگلاس او۲دی
داگلاس او۲دی (به انگلیسی: Douglas O2D) یک هواپیمای ساختِ کارخانهٔ شرکت هواپیماسازی داگلاس در کشور ایالات متحده آمریکا است. این هواپیما برای نخستین بار در ۱ مارس ۱۹۳۴ میلادی مورد استفاده قرار گرفت.